# Syr Darja
De Syr Darja (Oezbeeks: Sirdaryo; Tadzjieks: Сирдарё = Sirdaryo; Kazachs: Сырдария = Syrdarīya, historische, Griekse naam: Jaxartes) is een 2212 kilometer lange rivier in Centraal-Azië. De rivier ontstaat bij Namangan in de Vallei van Fergana uit de samenvloeiing van twee bronrivieren die beide in Kirgizië ontspringen: de Naryn die uit het Tiensjan-gebergte komt en de Kara Darja uit de Alai-keten.
De samenvloeiing ligt op het grondgebied van Oezbekistan, waarna hij via Tadzjikistan en opnieuw Oezbekistan al spoedig in noordwestelijke richting door zuidelijk Kazachstan naar het Aralmeer stroomt. Grootschalige irrigatie vanuit de rivier ondersteunt de landbouw in het stroomgebied, vooral katoenteelt, maar heeft ook bijgedragen aan het uitdrogen van het Aralmeer.
In de oudheid stond de rivier bekend als de Jaxartes. In sommige Griekse bronnen wordt, enigszins misleidend, ook de naam Tanais gebruikt. Het element Darja in de huidige naam is het Iraanse woord voor zee en stroom. De rivier markeert de noordgrens van de veroveringen van Alexander de Grote. In 329 v.Chr. stichtte deze de stad Alexander Eschatê (waarschijnlijk op de locatie van de huidige stad Choedzjand) als permanente garnizoensplaats. Het gebied tussen de Syr Darja en de Amu Darja (in de klassieke oudheid gekend met de Latijnse naam Oxus) werd in de oudheid Transoxanië genoemd. en werd een wadi (= droog rivierdal) in het jaar 1975
- Gemeinsame Normdatei: 4343480-0
- Virtual International Authority File: 235647842